# Турганник
Турга́нник — река в России, протекает по Оренбургской области. Устье реки находится в 172 км по правому берегу реки Ток. Длина реки — 50 км. Площадь водосборного бассейна — 739 км².
Притоки — Юласка, Таволга и Сазъелга.

## Происхождение названия
Название реки по происхождению, по одной версии, может быть тюркским (ср.: башкирское торгон — «застоялый», казахское тургын, татарское торгын — «стоячий, непроточный»), по другой — монгольским (монгольское тургэн — «короткий, быстрый»). Концовка топонима напоминает тюркский уменьшительный (ласкательный) аффикс -нак.

## Данные водного реестра
По данным государственного водного реестра России относится к Нижневолжскому бассейновому округу, водохозяйственный участок реки — Самара от Сорочинского гидроузла до водомерного поста у села Елшанка. Речной бассейн реки — Волга от верховий Куйбышевского вдхр. до впадения в Каспий.
Код объекта в государственном водном реестре — 11010001012112100006921.